# Anabarilius maculatus
Anabarilius maculatus är en fiskart som beskrevs av Chen och Chu, 1980. Anabarilius maculatus ingår i släktet Anabarilius och familjen karpfiskar. IUCN kategoriserar arten globalt som otillräckligt studerad. Inga underarter finns listade i Catalogue of Life.